# Natação no Campeonato Mundial de Esportes Aquáticos de 2011 - 4x200 m livre feminino
A prova do revezamento 4x200 metros livre feminino da natação no Campeonato Mundial de Esportes Aquáticos de 2011 ocorreu no dia 28 de julho no Shanghai Oriental Sports Center  em Xangai.

## Recordes
Antes desta competição, os recordes mundiais e do campeonato nesta prova eram os seguintes:
| Tipo                  | Atleta | Tempo   | Local | Data                |
| --------------------- | ------ | ------- | ----- | ------------------- |
|                       | China  | 7:42.08 | Roma  | 30 de julho de 2009 |
| Recorde do campeonato | China  | 7:42.08 | Roma  | 30 de julho de 2009 |

## Medalhistas
| Ouro                                                                           | Prata                                                                      | Bronze                                                |
| Estados Unidos · Missy Franklin · Dagny Knutson · Katie Hoff · Allison Schmitt | Austrália · Bronte Barratt · Blair Evans · Angie Bainbridge · Kylie Palmer | China · Chen Qian · Pang Jiaying · Liu Jing · Tang Yi |

## Resultados

### Eliminatórias
17 nações participaram da prova. As 8 melhores nações se classificaram para a final.
| Pos. | Bateria | Raia | Nadadoras      | Nacionalidade | Tempo   | Notas            |
| ---- | ------- | ---- | -------------- | --- | ------- | ---------------- |
| 1    | 3       | 4    | Estados Unidos | Missy Franklin (1:56.98) Katie Hoff (1:57.01) Jasmine Tosky (1:59.20) Dagny Knutson (1:57.27)                    | 7:50.46 | Q                |
| 2    | 1       | 5    | Canadá         | Julia Wilkinson (1:58.49) Brittany MacLean (1:58.33) Samantha Cheverton (1:58.34) Barbara Jardin (1:56.89)       | 7:52.05 | Q                |
| 3    | 1       | 4    | Hungria        | Ágnes Mutina (1:58.12) Evelyn Verrasztó (1:58.14) Katinka Hosszú (1:58.57) Zsuzsanna Jakabos (1:57.29)           | 7:52.12 | Q                |
| 4    | 2       | 4    | China          | Chen Qian (1:58.49) Zhu Qianwei (1:58.78) Liu Jing (1:58.31) Pang Jiaying (1:57.63)                              | 7:53.21 | Q                |
| 5    | 3       | 3    | Reino Unido    | Joanne Jackson (1:58.88) Rebecca Turner (1:59.04) Hannah Miley (1:59.05) Caitlin McClatchey (1:58.68)            | 7:55.65 | Q                |
| 6    | 3       | 5    | Austrália      | Angie Bainbridge (1:58.84) Blair Evans (1:57.33) Jade Neilsen (2:00.42) Bronte Barratt (1:59.09)                 | 7:55.68 | Q                |
| 7    | 2       | 5    | França         | Coralie Balmy (1:58.31) Ophelie-Cyrielle Etienne (2:00.62) Charlotte Bonnet (1:58.40) Camille Muffat (1:58.56)   | 7:55.89 | Q                |
| 8    | 1       | 6    | Nova Zelândia  | Lauren Boyle (1:57.74) Penelope May Marshall (2:00.68) Amaka Gessler (1:59.67) Natasha Hind (1:59.06)            | 7:57.15 | Q,               |
| 9    | 2       | 3    | Japão          | Haruka Ueda (1:58.36) Hanae Ito (1:58.04) Yayoi Matsumoto (1:59.22) Misaki Yamaguchi (2:02.20)                   | 7:57.82 |                  |
| 10   | 1       | 3    | Alemanha       | Silke Lippok (1:58.04) Lisa Vitting (1:59.14) Daniela Schreiber (1:59.84) Franziska Jansen (2:01.72)             | 7:58.74 |                  |
| 11   | 3       | 6    | Rússia         | Veronika Popova (1:57.86) Elena Sokolova (2:00.29) Viktoriya Andreeva (2:00.21) Kira Volodina (2:01.33)          | 7:59.69 |                  |
| 12   | 2       | 6    | Suécia         | Ida Marko-Varga (2:00.33) Gabriella Fagundez (2:03.15) Sarah Sjöström (1:57.84) Stina Gardell (2:00.98)          | 8:02.30 |                  |
| 13   | 2       | 2    | Itália         | Alice Mizzau (2:01.88) Federica Pellegrini (1:58.08) Alice Nesti (2:00.40) Renata Spagnolo (2:02.33)             | 8:02.69 |                  |
| 14   | 1       | 7    | Ucrânia        | Valeriya Podlesna (2:02.56) Darya Stepanyuk (2:00.86) Ganna Dzerkal (2:02.93) Daryna Zevyna (2:00.07)            | 8:06.42 | Recorde nacional |
| 15   | 1       | 2    | Áustria        | Joerdis Steinegger (1:59.58) Birgit Koschischek (2:01.77) Eva Chavez-Diaz (2:02.58) Nina Dittrich (2:00.74)      | 8:06.67 |                  |
| 16   | 2       | 7    | Irlanda        | Sycerika McMahon (2:00.88) Melanie Nocher (2:01.28) Clare Dawson (2:02.07) Gráinne Murphy (2:03.43)              | 8:07.66 | Recorde nacional |
| 17   | 3       | 7    | México         | Charetzeni Susana Escobar (2:04.17) Liliana Ibanez (2:01.87) Patricia Castañeda (2:06.16) Rita Medrano (2:03.83) | 8:16.03 |                  |
| –    | 3       | 2    | Coreia do Sul  | |         | DNS              |

### Final
Estes são os resultados da final.
| Pos.              | Raia | Nadadoras      | Nacionalidade                                                                                                  | Tempo   | Notas            |
| ----------------- | ---- | -------------- | --- | ------- | ---------------- |
| Medalha de ouro   | 4    | Estados Unidos | Missy Franklin (1:55.06) Dagny Knutson (1:57.18) Katie Hoff (1:57.41) Allison Schmitt (1:56.49)                | 7:46.14 |                  |
| Medalha de prata  | 7    | Austrália      | Bronte Barratt (1:56.86) Blair Evans (1:57.69) Angie Bainbridge (1:57.36) Kylie Palmer (1:55.51)               | 7:47.42 |                  |
| Medalha de bronze | 6    | China          | Chen Qian (1:57.37) Pang Jiaying (1:56.97) Liu Jing (1:57.85) Tang Yi (1:55.47)                                | 7:47.66 |                  |
| 4                 | 1    | França         | Camille Muffat (1:57.83) Coralie Balmy (1:58.00) Charlotte Bonnet (1:58.83) Ophelie-Cyrielle Etienne (1:57.56) | 7:52.22 |                  |
| 5                 | 3    | Hungria        | Ágnes Mutina (1:57.89) Evelyn Verrasztó (1:58.49) Katinka Hosszú (1:58.98) Zsuzsanna Jakabos (1:57.03)         | 7:52.39 |                  |
| 6                 | 2    | Reino Unido    | Joanne Jackson (1:57.92) Rebecca Turner (1:58.37) Hannah Miley (1:58.74) Caitlin McClatchey (1:58.48)          | 7:53.51 |                  |
| 7                 | 5    | Canadá         | Barbara Jardin (1:58.27) Julia Wilkinson (1:59.37) Samantha Cheverton (1:58.45) Brittany MacLean (1:57.53)     | 7:53.62 |                  |
| 8                 | 8    | Nova Zelândia  | Lauren Boyle (1:58.10) Amaka Gessler (1:59.41) Penelope May Marshall (2:00.42) Natasha Hind (1:58.62)          | 7:56.55 | Recorde nacional |

Legenda
| Recorde mundial       | Recorde mundial (World record)               |                       | Recorde africano                      | Recorde africano (African) |                                           | Q | Classificado por posição (Qualified) |
| Recorde do campeonato | Recorde do campeonato (Championship record)  | Recorde da América    | Recorde da América (Americas)         | q                          | Classificado por melhor tempo (Qualified) |   |                                      |
| Melhor marca do ano   | Melhor marca do ano (World leading)          | Recorde asiático      | Recorde asiático (Asian)              | DNS                        | Não largou (Did not start)                |   |                                      |
| Recorde nacional      | Recorde nacional (National record)           | Recorde europeu       | Recorde europeu (European)            | DNF                        | Não terminou (Did not finish)             |   |                                      |
| Recorde pessoal       | Recorde pessoal do atleta (Personal best)    | Recorde da Oceania    | Recorde da Oceania (Oceania)          | DSQ / DQ                   | Desclassificado (Disqualified)            |   |                                      |
| Recorde da temporada  | Recorde da temporada do atleta (Season best) | Recorde sul-americano | Recorde sul-americano (South America) | NM                         | Sem marca (No mark)                       |   |                                      |